# Seznam brazilskih raziskovalcev
Seznam brazilskih raziskovalev.

## B
- Orlando Vilas Boas (1914-2003)

## K
- Amyr Klink

## R
- Cândido Rondon